# Pedilonum
Pedilonum é um género botânico pertencente à família das orquídeas (Orchidaceae).